# Elke Haltaufderheide
Elke Friederike Gertrud Haltaufderheide (* 6. März 1940 in Herdecke), anfangs auch unter dem Künstlernamen Elke Hart bekannt, ist eine deutsche Filmproduzentin und Schauspielerin. Sie ist Mitglied der Deutschen Filmakademie.

## Leben
Sie studierte in Hamburg Psychologie und Theaterwissenschaften. In München schloss sie bei der Schauspielschule Zerboni ab und bekam recht bald ein Engagement am Stadttheater Würzburg, wo sie bevorzugt naive Jugendliche darstellte. Dem ans Oldenburgische Staatstheater wechselnden Regisseur Kurt Bock folgte sie dorthin nach. Sie übernahm Hauptrollen in Stücken von Büchner, Sartre, Shakespeare, Schiller und Schisgal. Ihre größten Erfolge hatte sie in der Theaterfassung von Camolettis Komödie Boeing-Boeing als Judith und als tragikomische Putzi in Albees Wer hat Angst vor Virginia Woolf?.
Mit der dritten Spielzeit verließ sie Oldenburg. Voller Enthusiasmus schloss sie sich der in München entstehenden neuen offenen Filmszene an. Zwischen 1967 und 1971 spielte sie in zahlreichen Kurzfilmen und einigen langen Spielfilmen. Oftmals handelte es sich dabei um Low-Budget-Produktionen, zum Beispiel Detektive von Rudolf Thome und Nicht fummeln, Liebling von May Spils. Dabei entdeckte sie auch ihr organisatorisches Talent in den Bereichen der Filmherstellung und Finanzbuchhaltung. 1971 gründete sie die VISUAL-Film und produzierte, unterstützt von einem jungen, durch Erbschaft finanzstarken Förderer, den Film Nachtschatten. Regie führte Niklaus Schilling. In Nachtschatten übernahm sie auch eine der Hauptrollen, so wie in Die Vertreibung aus dem Paradies und in Rheingold. 1978 erhielt sie als Produzentin für Rheingold den Bundesfilmpreis in Gold. In dem Mehrteiler Berlin Alexanderplatz von Rainer Werner Fassbinder und in einigen eigenen Produktionen übernahm sie weitere kleine Rollen. Der Fall der Mauer inspirierte sie zur Produktion von Deutschfieber – als Fortsetzung des 1979 entstandenen Willi-Busch-Report. 1991 zog sie nach Berlin.

## Filmografie

### Produzentin
- 1979: Der Willi-Busch-Report
- 1981/82: Der Westen leuchtet!
- 1984: Dormire
- 1986/87: Unter 4 Augen
- 1987/89: Der Atem
- 1991/92: Deutschfieber
- 1994/95: Die blinde Kuh

### Produzentin und Schauspielerin
- 1971: Nachtschatten (Hauptdarstellerin)
- 1976: Die Vertreibung aus dem Paradies (Hauptdarstellerin)
- 1977: Rheingold (Hauptdarstellerin)
- 1981: Zeichen & Wunder
- 1983: Die Frau ohne Körper und der Projektionist

### Schauspielerin (Auswahl)
- 1966: Ein Haus am Meer (Kurzfilm)
- 1967: 48 Stunden bis Acapulco
- 1967/68: Jane erschießt John, weil er sie mit Ann betrügt (Kurzfilm)
- 1968: Jet Generation
- 1968: Under My Thumb (Kurzfilm)
- 1968: Helga und Michael
- 1968: Einsamer Morgen (Kurzfilm)
- 1969: Detektive
- 1969: Nicht fummeln, Liebling
- 1971: Die nackte Gräfin
- 1971: Zu dumm zum …
- 1979/80: Berlin Alexanderplatz

## Auszeichnungen
Für den Film Rheingold erhielt sie 1978 als Produzentin den Bundesfilmpreis in Gold.